# Condado de Shasta
El condado de Shasta (en inglés: Shasta County), fundado en 1850, es uno de 58 condados del estado estadounidense de California. En el año 2000, el condado tenía una población de 163 256 habitantes y una densidad poblacional de 17 personas por km². La sede del condado es Redding.

## Geografía
Según la Oficina del Censo, el condado tiene un área total de 9963.7 km², de la cual 9803.1 km² es tierra y 160.6 km² (160.6%) es agua.

### Condados adyacentes
- Condado de Tehama - sur
- Condado de Trinity - oeste
- Condado de Siskiyou - norte
- Condado de Modoc - noreste
- Condado de Lassen - este
- Condado de Plumas - sureste

### Localidades

#### Ciudades
Anderson |
Redding |
Shasta Lake City 

#### Lugares designados por el censo
Bella Vista |
Big Bend |
Burney |
Cassel |
Cottonwood |
Fall River Mills |
French Gulch |
Hat Creek |
Keswick   |
Lakehead-Lakeshore |
Mountain Gate |
McArthur |
Millville |
Montgomery Creek |
Old Station |
Palo Cedro |
Round Mountain |
Shasta |
Shingletown 

#### Áreas no incorporadas
Castella |
Centerville   |
Cloverdale   |
Gas Point   |
Happy Valley   |
Igo |
Ingot   |
Matheson   |
Minnesota   |
Oak Run |
O'Brien |
Olinda   |
Ono   |
Platina |
Pollard Flat |
Viola   |
Whiskeytown |
Whitmore 

## Demografía
En el censo de 2000, había 163 256 personas, 63 426 hogares y 44 017 familias residiendo en el condado. La densidad poblacional era de 17 personas por km². En el 2000 había 68 810 unidades habitacionales en una densidad de 7 por km². La demografía del condado era de 89.32% blancos, 0.75% afroamericanos, 2.77% amerindios, 1.87% asiáticos, 0.11% isleños del Pacífico, 1.71% de otras razas y 3.47% de dos o más razas. 5.51% de la población era de origen hispano o latino de cualquier raza.
Según la Oficina del Censo en 2000 los ingresos medios por hogar en la localidad eran de $34 335, y los ingresos medios por familia eran $40 491. Los hombres tenían unos ingresos medios de $35 959 frente a los $24 773 para las mujeres. La renta per cápita para la localidad era de $17 738. Alrededor del 15.4% de la población estaban por debajo del umbral de pobreza.

## Transporte

### Principales autopistas
- Interestatal 5
- Ruta Estatal 36
- Ruta Estatal 44
- Ruta Estatal 89
- Ruta Estatal 151
- Ruta Estatal 273
- Ruta Estatal 299

## Flora y fauna
Según Willis Linn Jepson el biota del condado de Shasta no fue explorado de una manera científica hasta poco antes del año 1900. Además hasta la década de 1920 la compañía de ferrocarril del Pacífico meridional poseyó extensas zonas de prados naturales; sin embargo, durante los años 20 el ferrocarril vendió mucha de sus propiedades de prados, llevando a una rápida conversión de los terrenos de hábitat de herbazal a uso como explotaciones agrícolas. El condado de Shasta tiene bosques extensos, que cubren más de la mitad del área de tierra con sistemas comercialmente productivos del bosque. Las alianzas comunes del bosque incluyen arbolado mezclado de roble y arbolado mezclado de conífera-roble así como bosque de abeto de douglas. Los árboles más comunes encontrados incluyen pino de corteza blanca, California Black Oak (Quercus kelloggii) y California Buckeye (Aesculus californica).

## Puntos de interés
- Lassen Peak
- Lassen Volcanic National Park
- Shasta Lake
- Turtle Bay Exploration Park
- Hat Creek Radio Observatory

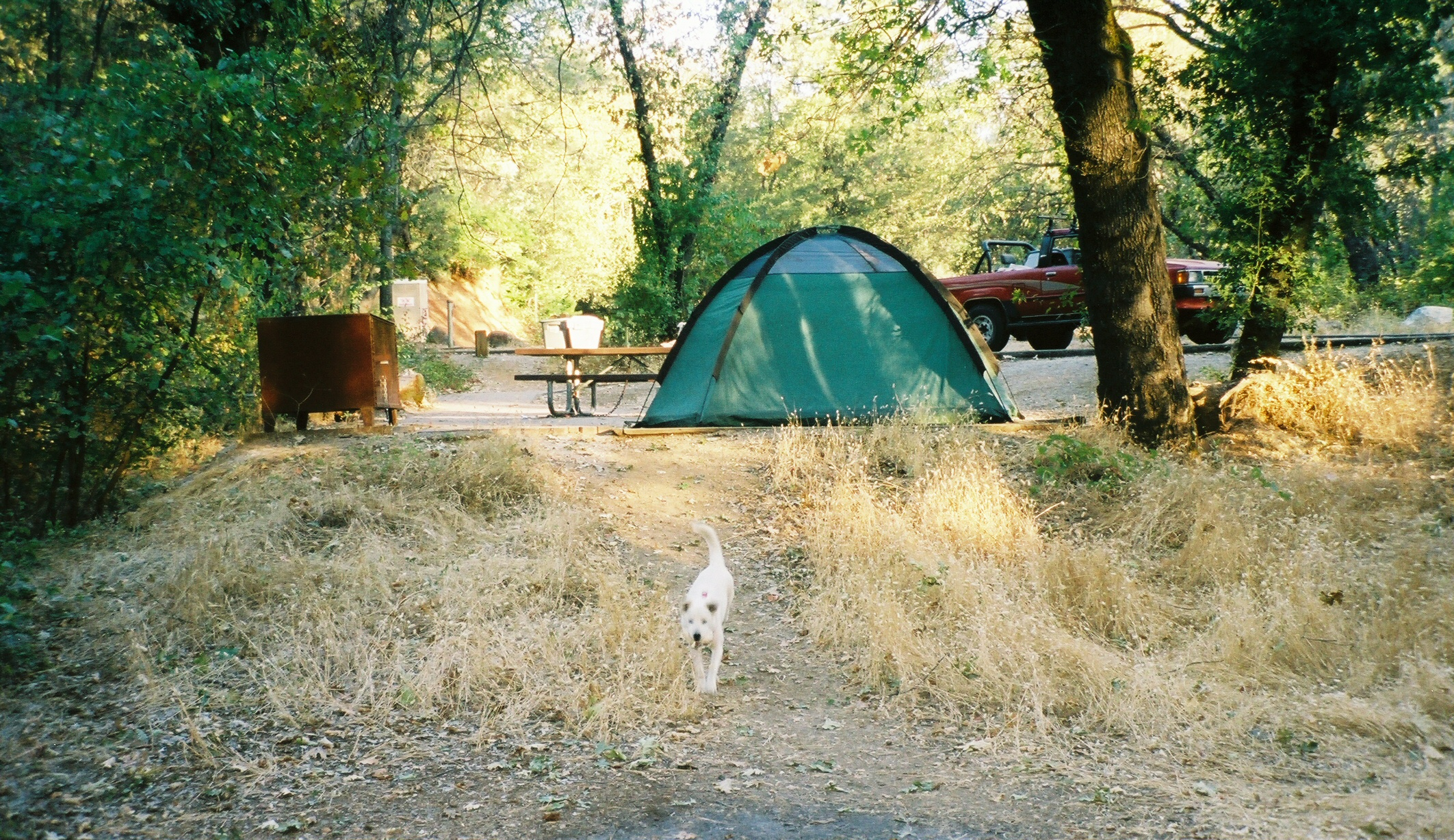
Bailey Cove zona de acampada cerca del lago Shasta dentro del Shasta-Trinity National Forest.

- Iron Mountain Mine, una de las mayores zonas de residuos tóxicos de la nación